# Juan Oso

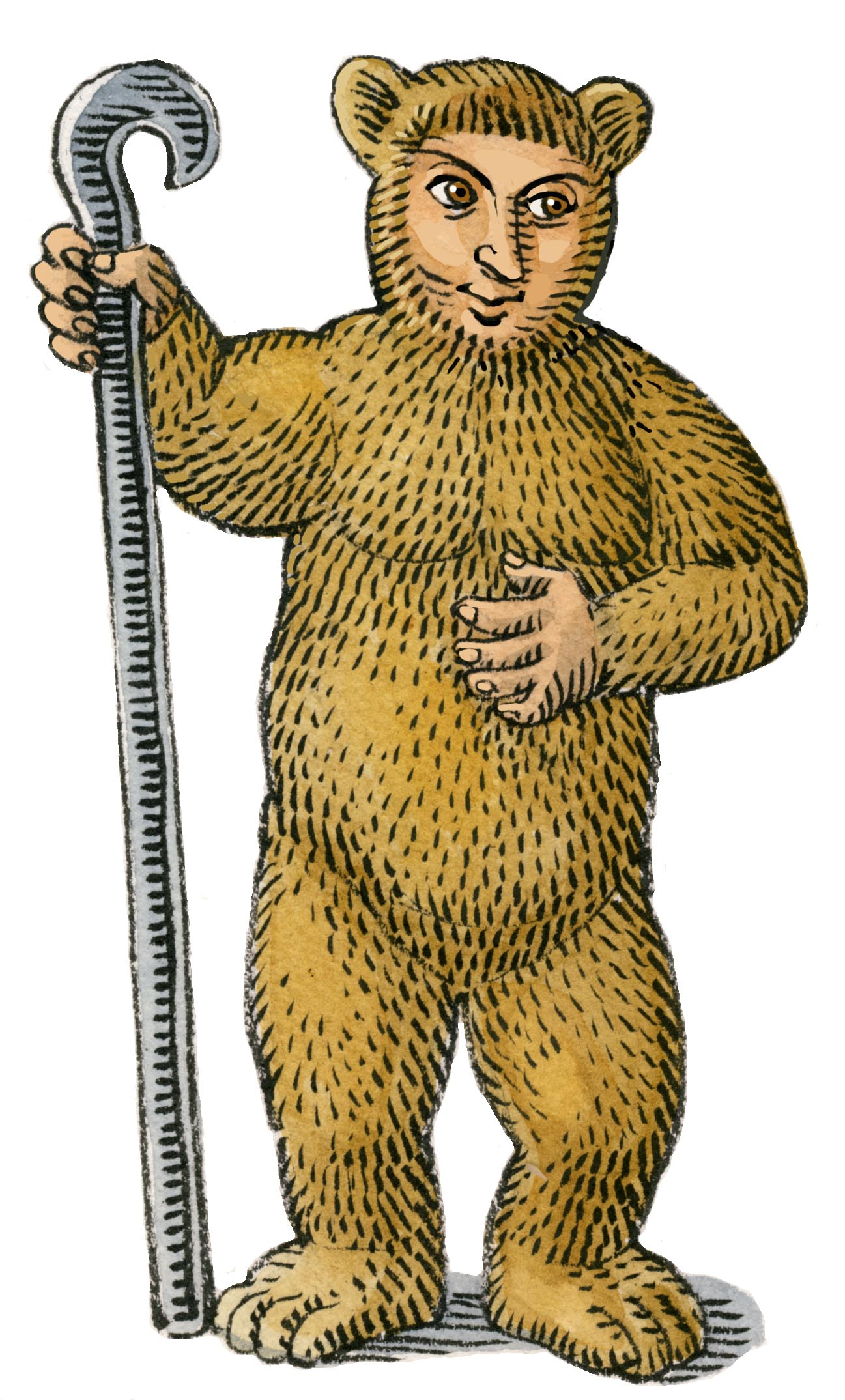
Juan Oso, personaje del folklore europeo.

Juan Oso o El hijo del oso es el nombre genérico que se le da a un héroe dentro del folklore hispanoamericano, europeo y asiático de una leyenda de la que existen más de 300 variantes en 20 idiomas, entre ellas muchas en español y en lenguas quechuas. La historia gira alrededor de un oso, una mujer raptada y un hijo, engendro de ambos.

## Trama
Había una vez una joven muy hermosa que vivía en la casa aldea, de la cual solía salir a recolectar leña de los árboles para preparar sus alimentos; un cierto día, mientras realizaba esta actividad, un oso la secuestró para que sea su mujer y esposa. De esta unión nació un niño con aspecto de oso  y de humano, al que su madre lo llamó Juan Oso.  
Al pasar el tiempo el niño creció, saliendo con su madre de aquella cueva y regresando a la aldea en donde ella vivía. 
Finalmente Juan Oso dejó a su madre para rehacer su vida solo.

## Algunas variantes
- En Corea, Dan-gun, hijo de una osa y un dios, se convierte en el primer rey de Goryeo y padre de todos los coreanos.[4]

- Hay varias versiones de Juan del Oso en lenguas quechuas y idioma ashéninca que tienen como motivos en común que el oso secuestra a una mujer con la cual tiene un hijo, Juan del Oso. Los encierra y sustenta en una cueva, pero un día escapan. El oso los persigue y cae en una trampa o muere en una pelea con su hijo.[2]

- En un cuento de Juan Oso del Callejón de Conchucos (Ancash, Perú), Juan Oso mata a su padre y después libera a su madre. Ella lo lleva al pueblo donde crece y come más que los otros, y por eso su abuelo lo no pueda alimentar. El alcalde lo quiere matar, pero cada intento de asesinarlo fracasa.[4]

- El narrador de un cuento quechua chachapoyano asimila el baile del oso – también conocido como “baile de los ukukus” en la región del Cuzco – a la historia de Juan Puma, el Hijo del Oso. En el quechua chachapoyano el oso se llama puma, con lo cual comparte su fuerza temible y sus poderes sobrenaturales. La historia tiene su origen también en las relaciones entre los “cristianos” de la Sierra y los “salvajes” de la Selva (chunchu en quechua). Para agradecerse al Hijo del Oso se celebra una gran fiesta el día de San Pedro [sic] (28 de junio).[5]

- En el relato quechua cuzqueño “El cura y sus hijos osos” (Tayta kuramantawan ukuku uñankunamantawan) una osa tiene hijos con un cura a quien lo mantiene como a su esposo. En sus tareas siguientes los hijos alcanzan a integrarse en la sociedad humana “cristiana”.[6]

- En el relato tzotzil de Bochil en Chiapas (México), el Hijo del Oso se llama Chonman y se convierte en protector de los débiles que pelea contra todos los enemigos incluso el mismo demonio.[4]

- En Nuevo León (México), Juan Oso tenía un hermano de nombre Jesús y abandona la aldea por mal de amores.[7]